# Musikåret 1862

## Händelser
- 28 februari – Operan La Reine de Saba av Charles Gounod har urpremiär i Paris.
- 5 mars – Stockholms Allmänna Sångförening, som är verksam än i dag, instiftas och är därmed Stockholms äldsta manskör [1].
- 9 augusti – Operan Béatrice et Bénédict av Hector Berlioz har urpremiär i Baden-Baden.
- 10 november – Operan  Ödets makt av Giuseppe Verdi har urpremiär i Sankt Petersburg.

## Födda
- 29 januari – Frederick Delius, engelsk tonsättare.
- 17 februari – Edward German, engelsk tonsättare.
- 5 april – Louis Ganne, fransk tonsättare.
- 9 april – Anna Maria Roos, svensk författare, lärare, teosof och tonsättare
- 22 augusti – Claude Debussy, fransk tonsättare.
- 25 september – Léon Boëllmann, fransk kompositör och organist.
- 9 oktober – Hugo Sedström, svensk tonsättare.
- 10 oktober – Arthur De Greef, belgisk pianist och tonsättare.
- 17 november – Herman Berens d.y., svensk dirigent och tonsättare.
- 18 december – Moriz Rosenthal, österrikisk pianist.

## Avlidna
- 24 januari – Zinaida Volkonskaja, 72, rysk författare, sångare och kompositör.
- 16 februari – Leopold Schefer, 77, tysk skald och tonsättare.
- 17 mars – Jacques Fromental Halévy, 62, fransk tonsättare.
- 25 maj – Johann Nestroy, 60, österrikisk dramatiker, skådespelare och sångare.

### Fotnoter
1. ↑  ”Stockholms Allmänna Sångförening”. Arkiverad från originalet den 9 september 2017. https://web.archive.org/web/20170909003656/http://www.stockholmsallmanna.se/korens-historia/1862-1900/. Läst 9 september 2017.